# Lensia panikkari
Lensia panikkari is een hydroïdpoliep uit de familie Diphyidae. De poliep komt uit het geslacht Lensia. Lensia panikkari werd in 1970 voor het eerst wetenschappelijk beschreven door Daniel. 